# Gospa Sinjska
Gospa Sinjska naziv je Presvete Bogorodice Milosrđa prikazane na oltarnoj slici u crkvi sinjskog franjevačkog samostana. Slavljena je kao čudotvorna u Cetinskoj krajini. Gospa je opisana kao rajska i zemaljska kraljica, postavljena na prijestolje njezine dobrote, ljubavi i milosrđa. Blagdan Gospe Sinjske slavi se devetnicom, hodočešćem i velikom procesijom vjernika ulicama Sinja svakog 15. kolovoza na dan Marijina Uznesenja. Znamenita je među Hrvatima diljem svijeta, a posebno je štuju i pohode vjernici iz Dalmacije i Bosne.

## Opis slike
Slika je naslikana na platnu visine 58 cm i širine 44 cm. Ne prikazuje cijeli lik nego samo poprsje s glavom nagnutom prema lijevom ramenu i s oborenim očima. Uočljiva je dvostruka koprena prebačena preko glave, a vidi se i dio crvene nabrane haljine. Veći dio slike prekriven je darovima od zlata i bisera koje su vjernici ostavili u zahvalu za primljene milosti: na glavi je kruna od čistoga zlata, a naokolo su obješeni zlatni lanci, naušnice i drugi nakit; na prsima su joj tri velika srca, a pod vratom mrežica od sitnih bisera rastegnuta među dvjema zvijezdama od zlata. Slici je o. Mialjić dao u Mletcima izraditi okvir od pozlaćena drveta, a on je 1948. zamijenjen srebrnim okvirom. Sliku je temeljito očistila i u istoj veličini preslikala č. s. Rafaela Egger 1924. godine; 1965. sliku je konzervirao Konzervatorski zavod iz Splita.

## Povijest
Nema pouzdanih činjenica o podrijetlu slike Gospe Sinjske. Marković piše da slika potječe iz 15. stoljeća, a moguće je da su je u Ramu donijeli misionari iz Italije, među kojima spominje i svetoga Jakova Markijskoga. Do 1687. godine nalazila u Rami (BiH) kod franjevaca. Franjevce su Turci smatrali glavnim krivcima za pobune puka te su oni, ne mogavši snositi visoke globe i samovoljno zulumćarenje, od Stojana Jankovića tražili da ih oslobodi. Janković je 1687. krenuo u Ramu spasiti narod i fratre.  Međutim, Janković je poginuo na Duvanjskom polju 23. kolovoza 1687. Jankovićevu zamisao ostvario je fra Pavao Vučković polovicom listopada 1687. godine i Ramljake s fratrima naselio ih od Trilja, Sinja, Dugopolja, Klisa, Zagore do Drniša. Svećenici su 9. siječnja 1688. uselili u staru benediktinsku opatiju na Sustipanu u Splitu. Tamo nisu našli radosti, pa su u želji da se vrate svome puku sa sjeverne strane Staroga grada Sinja, uz groblje sv. Frane sagradili maleni samostan i crkvu. Sliku nisu odmah ponijeli, nego su o. Anti Pletikosiću naložili da je donese kada se smjeste u novome stanu. On to i čini, poskrivećki i pješačeći bos od Splita do Sinja, gdje je slika dočekana slavljem.
Slika je ostala u crkvici sv. Frane do 1714. godine, kada je svečano prenesena u novu crkvu ispod Kamička. Tamo, međutim, nije dugo ostala jer je 8. kolovoza 1715. Sinj napala i novu crkvu uništila osmanlijska vojska od koje se dio svećenstva i puk sklonio na tvrđavu, ponijevši sa sobom sliku.  Nakon pobjede nad Turcima franjevci su ponovno krovom pokrili i donekle uredili novu crkvu pod Kamičkom. Godine 1721. htjeli su u nju prenijeti i sliku Majke Božje iz tvrđave, čemu se usprotivila vojska pa su franjevci poslali fra Pavla Vučkovića da od venecijanskog dužda isposluje povrat slike, koji se na kraju i zbio, pjevanjem mise na tvrđavi i procesijom do nove crkve.
Povodom tristote obljetnice 1987. čudotvorna slika Gospe od Milost   (Sinjske Gospe) donesena je u Ramu za blagdan Male Gospe i ponovno vraćena u Sinj.

## Štovanje
Nakon slavne pobjede 1715. godine, puk Sinja i njegovi branitelji pobjedu su pripisivali čudotvornom zagovoru Gospe Sinjske. U zahvalu na pomoći providur je Balbi s časnicima odmah skupio 80 zlatnika koje su poslali u Veneciju da se skuje zlatna kruna i križ i da se okruni Gospin lik. Tom krunom svečano je okrunjena 22. rujna 1716. godine, a onda 1721. prenesena u novu crkvu u kojoj se i danas nalazi. Pri dnu krune urezali su u dva reda riječi Zauvijek okrunjena slavi slavlje – godine 1715.
in perpetuum coronata triumphat

anno mdccxv
Kršćani su se odrana okupljali 15. kolovoza zahvaliti Majci Božjoj i proslaviti veliki događaj pa se kao glavni blagdan Gospe Sinjske ustalio blagdan Marijina Uznesenja. Devetnica počinje 6. kolovoza, a prije velike svetkovine s različitih strana pristižu pojedinci i skupine. Neki od njih pješače, često bosi, držeći za vrijeme puta strogi post (»žežinj«). U spomen na bitku i oslobođenje u Sinju se svake godine odigrava viteška igra Alka. 

### Glasilo
Od 1922. godine izlazi Gospa Sinjska - glasilo Svetišta i župe Gospe Sinjske.

## Vanjske poveznice
- Svetište i župa Gospe Sinjske
- Bože Vuleta (priredio). 2009. Pobožnosti i molitve Čudotvornoj Gospi Sinjskoj. Svetište Čudotvorne Gospe Sinjske. Sinj. ISBN 9789539817037